# Allas Hjälte
Allas Hjälte (originaltitel Everyone's Hero) är en amerikansk animerad spelfilm regisserad av Colin Brady, Christopher Reeve och Dan St. Pierre, släppt 2006.

## Handling
Den lilla basebollspelaren Yankee Irving tar en massiv resa för att hjälpa Babe Ruth och New York Yankees att vinna World Series. Han måste ta med Babe Ruths basebollträ till basebollspelaren i tiden 1932. På vägen träffar han några nya vänner som hjälper honom att uppnå sitt mål.

## Rollista (urval)
- Jake T. Austin(på svenska Daniel Melén) - Yankee Irving
- Rob Reiner  (på svenska Anders Öjebo)- Screwie
- Whoopi Goldberg ( på svenska -Vicki Benckert) Darlin
- William H. Macy (på svenska Per Sandborgh)- Lefty Maginnis
- Mandy Patinkin (på svenska Niclas Wahlgren)- Stanley Irving
- Raven-Symoné (på svenska Elina Raeder) - Marti Brewster
- Forest Whitaker (på svenska Ole Ornered)- Lonnie Brewster
- Dana Reeve (på svenska Louise Raeder)- Emily Irving
- Robert Wagner (på svenska Niclas Wahlgren)- Mr. Robinson
- Brian Dennehy -(på svenska Johan Hedenberg) Babe Ruth